# Авл Атилий Серран
Авл Ати́лий Серра́н (лат. Aulus Atilius Serranus; умер после 170 года до н. э., Рим, Римская республика) — римский военачальник и политический деятель из плебейского рода Атилиев Серранов, консул 170 года до н. э. Участвовал в ряде войн Рима на Балканах.

## Биография
Авл Атилий принадлежал к знатному плебейскому роду Атилиев. Согласно Капитолийским фастам, его отец и дед носили преномен Гай. Первым носителем когномена Серран источники называют консула 257 и 250 годов до н. э. Гая Атилия Регула. Вначале это родовое прозвище связывали с названием города Сарран в Умбрии, но позже его переосмыслили как сеятель (Serranus).
В 194 году до н. э. некто Атилий Серран занимал должность курульного эдила. Вместе со своим коллегой Луцием Скрибонием Либоном он впервые организовал сценические представления на Мегалесийских играх и по совету Публия Корнелия Сципиона Африканского впервые выделил для сенаторов отделённые от народа места. Ни один из трёх источников не называет преномен Серрана. Это мог быть Гай, претор 185 года до н. э., или Авл. Автор классического справочника Р. Броутон считает более вероятным второй вариант.
В следующем году Авл Атилий выдвинул свою кандидатуру в преторы и был избран. Сначала провинцией ему была назначена Дальняя Испания, но потом он получил Македонию и командование флотом для войны против тирана Спарты Набиса. Он прибыл с флотом в Грецию и, когда Набис погиб, помог Филопемену навести порядок в Спарте, присоединённой к Ахейскому союзу. В 191 году до н. э., когда началась война с Антиохом, Серран разгромил царскую эскадру у Андроса; позже он передал командование Гаю Ливию Салинатору и вернулся в Рим.
В 173 году до н. э. Авл Атилий стал претором во второй раз. На этот раз ему досталась городская претура. В этой должности он возобновил мирный договор с державой Селевкидов, заключённый когда-то, по словам Ливия, его отцом.
Накануне Третьей Македонской войны Серран отправился в составе посольства в Грецию, чтобы противостоять влиянию царя Персея (172 год до н. э.). Вместе с Квинтом Марцием Филиппом он посетил Эпир и Этолию, затем в Фессалии встретился с македонскими послами и, подав им ложную надежду на мир, убедил продолжить переговоры в Риме. Таким образом было выиграно время для подготовки римской армии к войне. Затем Серран и Филипп посетили Беотию (там им удалось развалить Беотийский союз, убедив местные города поодиночке искать защиты у Рима), Эвбею и Пелопоннес. В начале зимы они вернулись в Рим. Некоторые сенаторы осудили тактику послов в Греции как недостойную, но большинство одобрило всё сделанное. В следующем году Авл Атилий снова был в Фессалии, но уже с военной миссией. Он занял здесь Лариссу.
Высшим пунктом карьеры Серрана стало консульство 170 года, коллегой по которому был Авл Гостилий Манцин. Последний отправился в Македонию, а провинцией Авла Атилия стала Лигурия, где в том году ничего не происходило. Серран объехал ряд городов Цизальпийской Галлии, а к январю вернулся в Рим, чтобы провести очередные выборы магистратов. После этого он уже не упоминается в источниках.